# Giuseppe Tallini
Giuseppe Tallini (Formia, 5 gennaio 1930 – Roma, 4 aprile 1995) è stato un matematico italiano, noto soprattutto per i suoi risultati nel settore della geometria combinatoria.

## Biografia
Tallini è stato professore di Geometria nelle università di Torino, Napoli "Federico II" e Roma "La Sapienza".
Allievo prediletto di Beniamino Segre, è stato efficace guida scientifica e maestro di numerosi matematici italiani, tra cui Umberto Bartocci, Sandro Bichara, Pier Vittorio Ceccherini, Dina Ghinelli, Pia Maria Lo Re, Francesco Mazzocca, Nicola Melone, Domenico Olanda, Sandro Rajola, Corrado Zanella.

## Pubblicazioni
L'UMI-Unione matematica italiana ha dedicato alla ristampa di alcuni dei suoi lavori scientifici un volume della collana Opere dei grandi matematici italiani:
- Opere scelte, Edizioni Cremonese (2004).

Nella collana Poliedro della Cremonese ha pubblicato: 
- Varietà differenziabili e coomologia di de Rham (1973).

È stato anche pubblicato un volume, curato da Maurizio Iurlo e da Maria Scafati Tallini, tratto dalle lezioni tenute da Giuseppe Tallini nel corso di vari anni all'Università di Roma:
- Lezioni di geometria combinatoria, Quaderni dell'Unione Matematica Italiana, n. 48, Pitagora editrice, Bologna, 2005.